# Supercoppa russa 2017 (pallavolo maschile)
La Supercoppa russa 2017 si è svolta il 4 novembre 2017: al torneo, dedicato alla memoria del pallavolista e allenatore Vladimir Ščagin, hanno partecipato due squadre di club russe e la vittoria finale è andata per la sesta volta, la terza consecutiva, allo Zenit-Kazan.

## Regolamento
Le squadre hanno disputato una gara unica, valida peraltro anche per la nona giornata di regular season del campionato 2017-18. 

## Squadre partecipanti
| Squadra      | Qualificazione                                      | Ultima partecipazione |
| ------------ | --------------------------------------------------- | --------------------- |
| Zenit-Kazan  | Vincitrice Superliga 2016-17 e Coppa di Russia 2016 | Supercoppa russa 2016 |
| Dinamo Mosca | 2ª in Superliga 2016-17                             | Supercoppa russa 2016 |

## Torneo
| 4 novembre 2017 Centr volejbola Sankt-Peterburg, Kazan' Durata: 1h:18 - Spettatori: 4 100 | Zenit-Kazan | 3 - 0 | Dinamo Mosca | 25-19, 25-21, 25-14 |